# اولها پوهووسکا
اولها پوهووسکا (اوکراینی: Ольга Олександрівна Пуговська؛ زادهٔ ۱ نوامبر ۱۹۴۲) اهل اتحاد جماهیر شوروی سوسیالیستی است.